# Rio da Telha
O rio da Telha é um rio brasileiro do estado do  Rio Grande do Sul.